# Måns Nilsson (död 1609)
Måns Nilsson, död 1609, var en norrländsk man från Brändön som efter ting den 29 november 1608 på kunglig befallning (Karl IX) dömdes till "eldstraff" för upprepade lägersmål mot sin styvdotter Kerstin och gjort henne gravid då hans maka varit bortrest.
Enligt de bevarade rättegångsprotokollen blev han "uppbränd" vid en offentlig avrättning år 1609. På avrättningsplatsen blev han tillfrågad om styvdottern Kerstin skulle ha samtyckt till lägersmålet mot honom och efter hans nekande blev Kerstin benådad och förskonad
Detta är bara en av en rad domar där Karl IX med införandet av den mosaiska lagen 1608 godkände häradsrätternas beslut i incest-, tidelags- och trolldomsmål för att rädda Sverige från "Guds kollektiva vrede".